# For the Masses
For the Masses je album z roku 1998, které vzdává hold (tzv. „tribute“ album) britské skupině Depeche Mode, konkrétně tvorbě Martina Gora. Album se umístilo v americkém žebříčku a v Německu se dostalo do Top 20, čímž se stalo nejúspěšnějším tribute albem Depeche Mode všech dob. Název alba je převzat z alba Music for the Masses skupiny Depeche Mode z roku 1987. Obal alba nafotil Martyn Atkins, který fotil a navrhoval obaly raných alb Depeche Mode.

## Pozadí
Projekt odstartovali členové kapely God Lives Underwater, zejména David Reilly, ve spolupráci se svým manažerem Garym Richardsem a Philipem Blainem z 1500 Records (do roku 2001 pod vydavatelstvím A&M Records), na kterém se podílela celá řada kapel včetně The Cure, Smashing Pumpkins, Deftones, Rammstein a Meat Beat Manifesto. Kapely Nine Inch Nails, Marilyn Manson a Foo Fighters chtěly také přispět, nicméně jim to neumožnily časové důvody. Marilyn Manson, který zde plánoval coververzi skladby „Personal Jesus“, tak nakonec učinil pro své album největších hitů Lest We Forget: The Best of v roce 2004. 

## Vydání
Cover verze písně „Never Let Me Down Again“ od skupiny Smashing Pumpkins byla původně vydána o několik let dříve, jako B strana singlu „Rocket“. Billy Corgan ze skupiny Smashing Pumpkins předvedl píseň „Never Let Me Down Again“ společně s Depeche Mode na vánočním koncertu KROQ Acoustic Christmas v roce 1998. Coververze písně „World in My Eyes“ od skupiny The Cure se objevila také na box setu Join the Dots skupiny Cure.
Rammstein vydali coververzi skladby „Stripped“ jako singl, doprovázenou kontroverzním videoklipem, který režíroval Philipp Stölzl a ve kterém byly použity úryvky z dokumentárního filmu Olympia režisérky Leni Riefenstahlové, který zachycuje Letní olympijské hry 1936 v Berlíně, v tehdy nacistickém Německu. Singl se v Německu umístil na 14. místě hitparády. Živá verze je k dispozici na DVD Völkerball.
Vydání tohoto alba na CD se vyznačuje notoricky známým špatným použitím kódování HDCD. Při použití HDCD je jeden kanál v celém rozsahu snížen o -4 dB, takže je znatelně tišší než druhý. Při přehrávání jako běžné CD jsou oba kanály stejné.

## Přijetí
Stephen Erlewine ve své kritické recenzi pro Allmusic píše, že písně Depeche Mode je „obtížné převzít, aniž by se zopakovaly původní aranže“, a že jen několika kapelám se podařilo vytvořit písně podle svého. Vyzdvihuje verze od Smashing Pumpkins, The Cure, Gus Gus a Rammstein a uvádí, že „jsou téměř natolik dobré, že celková průměrnost alba stojí za to“.
NME uvádí, že toto tribute album „není o zkoumání odkazu Depeche Mode, ale o masírování nabobtnalého ega“. The Smashing Pumpkins a The Cure chválí za to, že se pokusili o něco jiného, zatímco zbytek přihlášených neuspěl v tom, že by písním dodal vlastní nádech.

## Seznam skladeb
Všechny skladby složil Martin Gore.
| Pořadí | Název                                                               | Autor                 | Délka |
| ------ | ------------------------------------------------------------------- | --------------------- | ----- |
| 1.     | Never Let Me Down Again (původně z alba Music for the Masses, 1987) | The Smashing Pumpkins | 4:01  |
| 2.     | Fly on the Windscreen (původně z alba Black Celebration, 1986)      | God Lives Underwater  | 5:22  |
| 3.     | Enjoy the Silence (původně z alba Violator, 1990)                   | Failure               | 4:20  |
| 4.     | World in My Eyes = (původně z alba Violator, 1990)                  | The Cure              | 4:51  |
| 5.     | Policy of Truth (původně z alba Violator, 1990)                     | Dishwalla             | 3:45  |
| 6.     | Blasphemous Rumours (původně z alba Some Great Reward, 1984)        | Veruca Salt           | 4:05  |
| 7.     | Everything Counts (původně z alba Construction Time Again, 1983)    | Meat Beat Manifesto   | 5:24  |
| 8.     | Shake the Disease (původně z alba The Singles 81→85, 1985)          | Hooverphonic          | 3:59  |
| 9.     | Master and Servant (původně z alba Some Great Reward, 1984)         | Locust                | 3:40  |
| 10.    | Shame (původně z alba Construction Time Again, 1983)                | Self                  | 4:12  |
| 11.    | Black Celebration (původně z alba Black Celebration, 1986)          | Monster Magnet        | 4:16  |
| 12.    | Waiting for the Night (původně z alba Violator, 1990)               | Rabbit in the Moon    | 7:34  |
| 13.    | I Feel You (původně z alba Songs of Faith and Devotion, 1993)       | Apollo 440            | 5:21  |
| 14.    | Monument (původně z alba A Broken Frame, 1982)                      | GusGus                | 5:21  |
| 15.    | To Have and to Hold (původně z alba Music for the Masses, 1987)     | Deftones              | 2:53  |
| 16.    | Stripped (původně z alba Black Celebration, 1986)                   | Rammstein             | 4:44  |